# Parah Dice
Parah Dice — немецко-турецкий диджей и продюсер.

## Карьера
Российский музыкальный портал TopHit назвал Parah Dice одним из самых загадочных музыкантов Германии. По данным сайта Dance-Charts.de, он работал с известными диджеями в качестве продюсера-призрака, прежде чем решил начать свою карьеру.
28 июня 2019 он выпустил свой первый сингл «Hot» на лейбле musicTap. Его второй сингл, «Summer», был выпущен 12 июля 2019.
Его третий сингл, «Everybody’s Scared» при участии Holly Molly, был выпущен 29 ноября 2019. За ним последовала песня «Less Human», записанная совместно с Bastien и выпущенная 16 октября 2020 года, а месяцем позже были выпущены «Breathe» и «Crown».

## Дискография

### Синглы
| Год  | Название                                                      | Высшая позиция в чартах | Высшая позиция в чартах     | Высшая позиция в чартах | Высшая позиция в чартах | Высшая позиция в чартах | Высшая позиция в чартах  | Высшая позиция в чартах | Высшая позиция в чартах | Высшая позиция в чартах | Альбом              |
| Год  | Название                                                      | Еженедельные чарты      | Еженедельные чарты          | Еженедельные чарты      | Ежемесячные чарты       | Ежемесячные чарты       | Годовые чарты            | Годовые чарты           | Годовые чарты           | Годовые чарты           | Альбом              |
| Год  | Название                                                      | Россия Tophit           | Россия Radio & YouTube Hits | Москва Tophit           | Россия Tophit           | Москва Tophit           | СНГ Radio & YouTube Hits | СНГ Tophit              | Россия Tophit           | Москва Tophit           | Альбом              |
| ---- | ------------------------------------------------------------- | ----------------------- | --------------------------- | ----------------------- | ----------------------- | ----------------------- | ------------------------ | ----------------------- | ----------------------- | ----------------------- | ------------------- |
| 2019 | «Hot»                                                         | 10                      | 13                          | 11                      | 9                       | 14                      | 11                       | 11                      | 103                     | 95                      | Внеальбомные синглы |
| 2019 | «Summer» (совместно с Вероникой Браво [англ. Veronica Bravo]) | —                       | —                           | —                       | —                       | —                       | —                        | —                       | —                       | —                       | Внеальбомные синглы |
| 2019 | «Everybody’s Scared» (совместно с Holy Molly)                 | —                       | —                           | —                       | —                       | —                       | —                        | —                       | —                       | —                       | Внеальбомные синглы |
| 2020 | «Less Human» (при участии Bastien)                            | —                       | —                           | —                       | —                       | —                       | —                        | —                       | —                       | —                       | Внеальбомные синглы |
| 2020 | «Breathe»                                                     | —                       | —                           | —                       | —                       | —                       | —                        | —                       | —                       | —                       | Внеальбомные синглы |
| 2020 | «Crown»                                                       | —                       | —                           | —                       | —                       | —                       | —                        | —                       | —                       | —                       | Внеальбомные синглы |
| 2021 | «Somebody Like U» (совместно с Али Бакгором)                  | —                       | —                           | —                       | —                       | —                       | —                        | —                       | —                       | —                       | Внеальбомные синглы |

### Комментарии
1. ↑  Чарт Top Radio & YouTube Hits составляется на основе ротации песен в эфире российских радиостанций, а также русскоязычных радиостанций по всему миру и по данным о просмотрах видеоклипов на YouTube.